# 329069 Russellporter
329069 Russellporter este o planetă minoră (asteroid) din centura de asteroizi. A fost descoperită pe 20 octombrie 2006 la Observatorul Național Kitt Peak de Lawrence H. Wasserman⁠(d). 
Obiectul prezintă o orbită caracterizată de o semiaxă mare de 2,5760896257515 UAi, o excentricitate de 0,095699083189121, o înclinație de 4,2969617046425 ° în raport cu ecliptica.